# 倪端
倪端（1400年—？），字文正，四川成都府仁壽縣人，民籍。明朝政治人物。進士出身。

## 生平
四川鄉試第十名舉人。宣德八年（1433年）癸丑科會試第八十七名，殿試登進士第三甲第四十名。正統三年六年授行在大理寺右評事，正統十四年十二月升雲南佥事，景泰七年十一月令冠带闲住。

## 家族
曾祖倪貴嗣。祖父倪思和。父亲倪志中。母祝氏。具慶下。弟全、清、用。娶佘氏。